# NSB Type 92
Die Triebzüge der Type 92 der Norges Statsbaner (NSB) bestehen aus einem Motorwagen und einem Steuerwagen. 15 Züge wurden 1984/85 von Duewag in Deutschland gekauft.

## Technische Ausstattung
Ein Triebzug besteht aus einem Motor- und einem Steuerwagen, die im Betrieb fest verbunden sind.
Gebaut wurden:
| Bezeichnung | Stück | Nummer    | Besonderes                                                    |
| ----------- | ----- | --------- | ------------------------------------------------------------- |
| BM          | 15    | 9201–9215 | 9214 im Januar 2001 und 9206 im August 2021 ausgemustert      |
| BS          | 10    | 9251–9260 | 9256 im August 2021 ausgemustert                              |
| BFS         | 4     | 9281–9284 | 9284 im Januar 2001 ausgemustert, 9281–9283 in BS 92 umgebaut |
| BDFS        | 1     | 9291      | 2007 in BS 92, type 3, umgebaut                               |

(BM = 2. Klasse, Motorwagen mit Führerstand; BS = 2. Klasse, Steuerwagen; BFS = 2. Klasse, Steuerwagen, Gepäckabteil (Fracht); BDFS = 2. Klasse, Steuerwagen, Gepäckabteil, Postabteil)

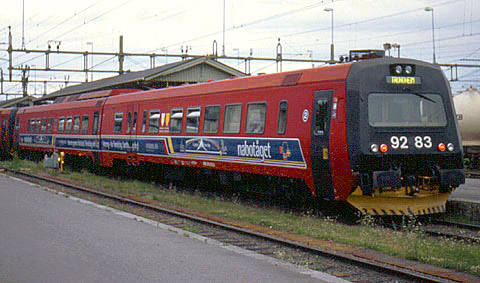
Nabotåget

Im Regelfall wurden die Motorwagen BM 01–10 mit den Steuerwagen BS 51–60, BM 11–14 mit BFS 81–84 sowie BM 15 mit BDFS 91 als feste Zugkombination gekuppelt. Bis zu vier Triebzüge können miteinander verbunden und mit Mehrfachsteuerung gefahren werden.
In den Jahren 2005 und 2006 wurden die Züge umfassend modernisiert. Sie bekamen neue Sitze und einen neuen Außenanstrich. Die Steuerwagen 9281–9284 waren ursprünglich mit einem Frachtabteil und der 9291 mit Fracht- und Postabteil ausgestattet. Im Zuge der Modernisierung wurden diese entfernt und durch normale Sitzgelegenheiten ersetzt.
Im Zeitraum von Herbst 2002 bis etwa 2004 waren BM 9213 und BFS 9283 sowie BM 9215 als auch BDFS 9291 (der als Garnitur nur ein WC besitzt) als Nabotåget bezeichnet (eine grenzüberschreitende Zugverbindung zwischen dem norwegischen Trondheim und dem schwedischen Östersund).

## Unfälle
BM 9214 und BFS 9284 wurden beIm Eisenbahnunfall von Åsta am 4. Januar 2000 zerstört, dabei starben 19 Menschen. BM 9206 und BS 9256 wurden im August 2021 verschrottet, nachdem dieser bei einem Unfall mit einem Traktor in der Nähe von Os einige Monate zuvor stark beschädigt wurde.

## Einsätze
Die Triebzüge verkehrten 2021 auf den Abschnitten Hamar–Trondheim S (Rørosbanen), Lundamo–Steinkjer und Heimdal–Storlien und sollten nach dem Plan von Norske tog im Jahr 2021 mit der Einführung der Type 76 aus dem Planverkehr ausscheiden.
Zu dem Zeitpunkt stellte sich heraus, dass es immer noch Bedarf für die Züge auf der Meråker- und der Rørosbane gab, zudem wurde ein Zug als Reserve für die Trønderbane vorgehalten. Am 22. Dezember 2023 waren noch folgende Garnituren im Einsatz: 02, 05/56, 07, 08, 10, 11 und 12. Kurz darauf wurden die Einheiten 05/56, 07 und 10 verschrottet, es verblieben die Garnituren 02, 08, 11 und 12. Die letzte Fahrt im Regelverkehr waren die Züge 1305 und 1306 Trondheim–Storlien und zurück am 14. August 2024 mit der Einheit 92-02. Anschließend wurden sie als Reserve abgestellt.

## Nachnutzung
Bei einem vom International Transport Forum organisierten Dialogtreffen im polnischen Rzeszów, rund elf Kilometer von der Grenze zur Ukraine entfernt, wurde in Anwesenheit der stellvertretende Ministerin für Infrastruktur der Ukraine Oleksandra Azarkhina der kurz- und langfristige Unterstützungsbedarf der Ukraine im Verkehrsbereich erörtert. Norwegen hat bereits 32 Brücken beigesteuert und in einem separaten Treffen des norwegischen Verkehrsministers Jon-Ivar Nygård mit Azarkhina am 30. März 2023 angekündigt, zwölf Triebzüge kostenlos zur Verfügung zu stellen. Dies betrifft zwölf Triebzüge der Type 92, die nun von Mantena im Auftrag von Norske tog für den Betrieb in der Ukraine vorbereitet werden.
Vor dem Sommer 2023 sollten noch vier Züge in die Ukraine geschickt werden, der Rest von acht Zügen noch im Laufe des Jahres. Die Kosten für den Umbau und den Transport bezifferte Nygård auf etwa 10 bis 12 Millionen NOK. Zu diesem Zweck wurden die Garnituren 01, 05/56, 09 und 15 ausgewählt. Diese wurden am 24. Februar 2024 in der Mantena-Werkstatt in Grorud an die staatliche ukrainische Eisenbahngesellschaft Ukrsalisnyzja übergeben.
Am 27. Juni 2024 erklärten die ukrainischen Behörden, dass gemäß ukrainischem Recht und ukrainischer Vorschriften die ukrainischen Eisenbahnbehörden daran gehindert werden, die betreffende Spende anzunehmen und dass es Probleme hinsichtlich der öffentlichen Nutzung der Züge aus Norwegen in der Ukraine gibt. Daraufhin antwortet das Direktoratet for samfunnssikkerhet og beredskap (Direktorat für Zivilschutz), dass diese Spende nicht durchgeführt werden kann und das Angebot offiziell zurückgezogen wird.